# 安迪·坎贝尔
安迪·坎贝尔（英語：Andy Campbell，1956年7月21日—），澳大利亚篮球运动员。他参加了1976年夏季奥林匹克运动会和1984年夏季奥林匹克运动会的男子篮球比赛。